# Guillaume d'Auxerre
Guillaume d'Auxerre (Guilhelmus Autissiodorensis, parfois incorrectement orthographié en Altissiodorensis), né vers 1150 et mort le 3 novembre 1230, est un théologien français,. 
Il ne doit pas être confondu avec son contemporain Guillaume de Seignelay († 1223), évêque de Paris, ou Guillaume d'Auxerre († 1294, Dominicain. Lebeuf l'appelle aussi Guillaume de Mailly (Guillemus de Malliaco) parce qu'il était né dans cette paroisse près d'Auxerre ; mais Échard le distingue de l'un et l'autre Guillaume d'Auxerre.

## Biographie
Né à Auxerre, il part à Paris pour étudier. Il devient maître en théologie et enseigne à l'université de Paris pendant plusieurs années à la charnière des XIIe et XIIIe siècles. C'est probablement à cette époque qu'il rédige sa Summa Aurea qui l'a rendu si célèbre.
Plus tard, Milon de Châtillon dit aussi Milon de Nanteuil, évêque de Beauvais, l'attache à son service comme archidiacre de Beauvais.
Ses fonctions à l'université de Paris le conduisent à accomplir plusieurs missions auprès de la curie romaine. Il fait probablement un premier voyage à Rome sous Honorius III et un second en 1229, où il accompagne Milon de Nanteuil pour régler le conflit opposant le gouvernement de Blanche de Castille aux maîtres et étudiants parisiens qui en appelaient à Grégoire IX. 
Guillaume est le « procurateur » de la bulle Parens scientiarum (13 avril 1231) adressée à l'université de Paris, et membre de la commission chargée par le pape d'examiner les livres d'Aristote. Il meurt à Rome, en 1231.

## Écrits
Guillaume d'Auxerre est l'auteur de plusieurs ouvrages : 
- Summa Aurea, connue au Moyen Âge sous le nom de "Somme de Guillaume d'Auxerre" (l'adjectif aurea - "d'or" - n'apparaît pas dans les manuscrits ; il se diffuse à partir de la première édition en 1500)[3],[4], somme théologique en quatre livres qui reflète le contenu de l'enseignement de Guillaume et dont la date probable de composition se situe entre 1215 et 1229. Elle a fait l'objet de plusieurs recensions brèves ou longues :

Une par Ardingus (Ardengo Trotti), évêque de Florence, mentionnée dans la chronique d'Albéric des Trois Fontaines.
Une par Hébert, que l'abbé Lebeuf pense être Herbert ou Aubert, doyen d'Auxerre en 1249.
Une par Denis le Chartreux.
Une brève et une longue sont éditées par J. Ribaillier, Grottaferrata, 1980-1985 (Spicilegium Bonaventurianum, 16-19) ; les omissions de la recension brève sont signalées dans l’apparat critique.
- Magistri Guillelmi Autissiodorensis Summa de officiis ecclesiasticis, ed. Franz Fischer, Cologne 2007-2013. Il en existait deux exemplaires manuscrits à Saint-Victor, un à Saint-Germain-des-Prés et un à Saint-Martin de Tournai[2]. L'ouvrage décrit par le menu la liturgie catholique de l'époque, depuis la messe et les différents offices canoniques jusqu'aux fêtes du cycle annuel et aux vêtements sacerdotaux[5].
- Dicta super psalterium (Ps. 1-15) ; cf. Stegmüller, Repertorium biblicum, t. 2, p. 400, n° 2809 et t. IX, p. 62.
- Commentaire de l’Anticlaudianus ; voir P. Glorieux, La faculté des arts et ses maîtres au XIIIe siècle, Paris, 1971, p. 165 n° 149.